# Černý Halštrov
Černý Halštrov (německy Schwarze Elster, hornolužickosrbsky Čorny Halštrow, dolnolužickosrbsky Carny Halšter) je řeka v Německu. Je to pravostranný přítok Labe, který protéká spolkovými zeměmi Sasko, Braniborsko a Sasko-Anhaltsko. Délka řeky je 178,6 km. Plocha povodí 5541,4 km² byla zvětšena přeložením ústí říčky Wiesenbach, která původně ústila do Labe, na současných 5704,9 km².

## Průběh toku
Řeka pramení jižně od města Halštrov, na území Německa v Šluknovské pahorkatině, v nadmořské výšce 317 m n.m. Nejprve teče severním až severovýchodním směrem, protéká městem Hoyerswerda, pod kterým se otáčí na severozápad. Dalším větším městem na řece je Senftenberg. Odtud Černý Halštrov směřuje západním směrem až po soutok s řekou Pulsnitz, od kterého teče na severozápad až ke svému ústí do Labe, mezi městy Jessen a Lutherstadt Wittenberg, v nadmořské výšce 69 m.

### Větší přítoky
- levé - Ruhlander Schwarzwasser, Pulsnitz, Große Röder, Neugraben
- pravé - Hoyerswerdaer Schwarzwasser, Kleine Elster, Kremitz, Schweinitzer Fließ, Wiesenbach

## Vodní režim
Průměrný průtok v ústí je 25,3 m³/s.

## Města na řece
Halštrov, Kamenec, Wittichenau, Hoyerswerda, Senftenberg, Ruhland, Elsterwerda, Bad Liebenwerda, Herzberg, Jessen